# Centrum Kultury Śląskiej w Nakle Śląskim

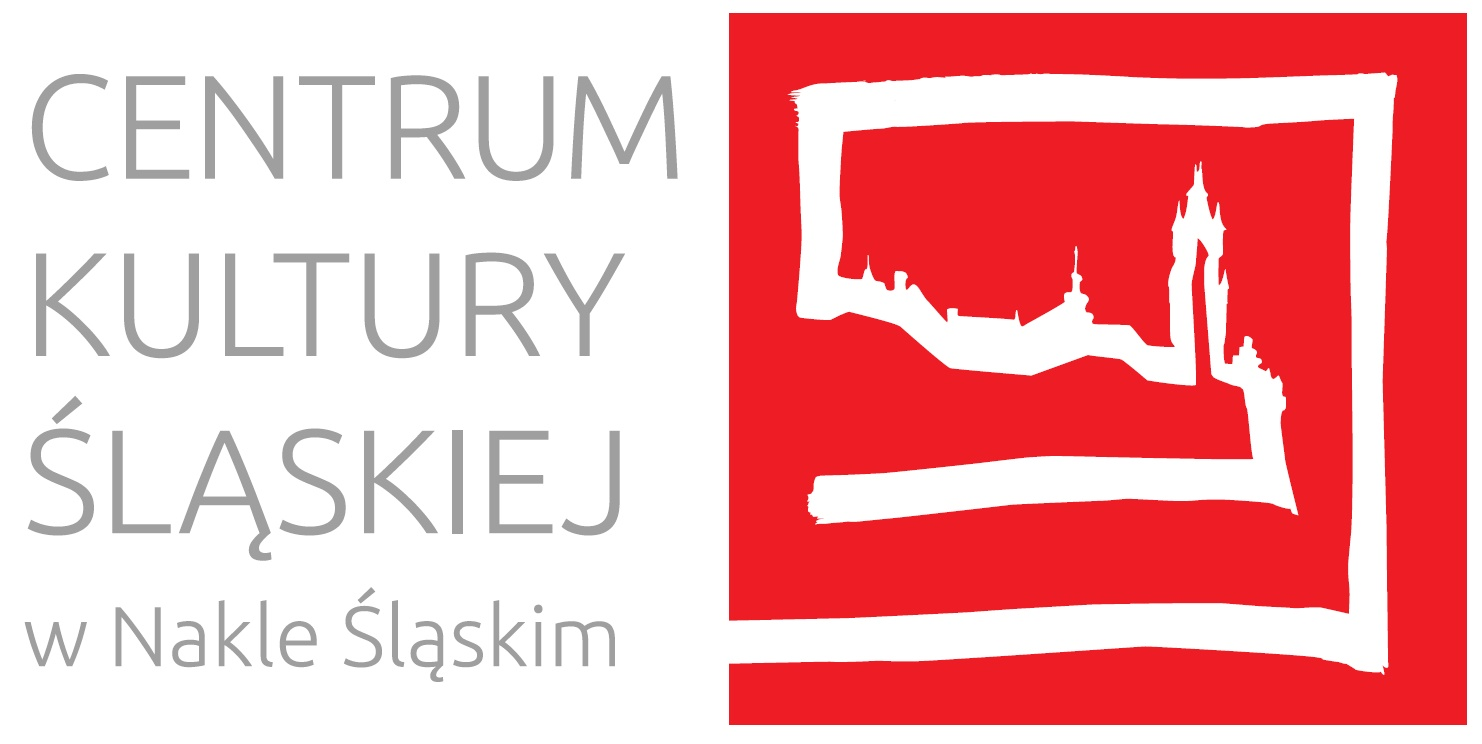
Logo Centrum Kultury Śląskiej w Nakle Śląskim

Centrum Kultury Śląskiej w Nakle Śląskim (CEKUŚ) – instytucja kultury powiatu tarnogórskiego, działająca od 2013 r. Siedzibę ma w pałacu w Nakle Śląskim, dawnej rezydencji hrabiów Henckel von Donnersmarck.

## Historia

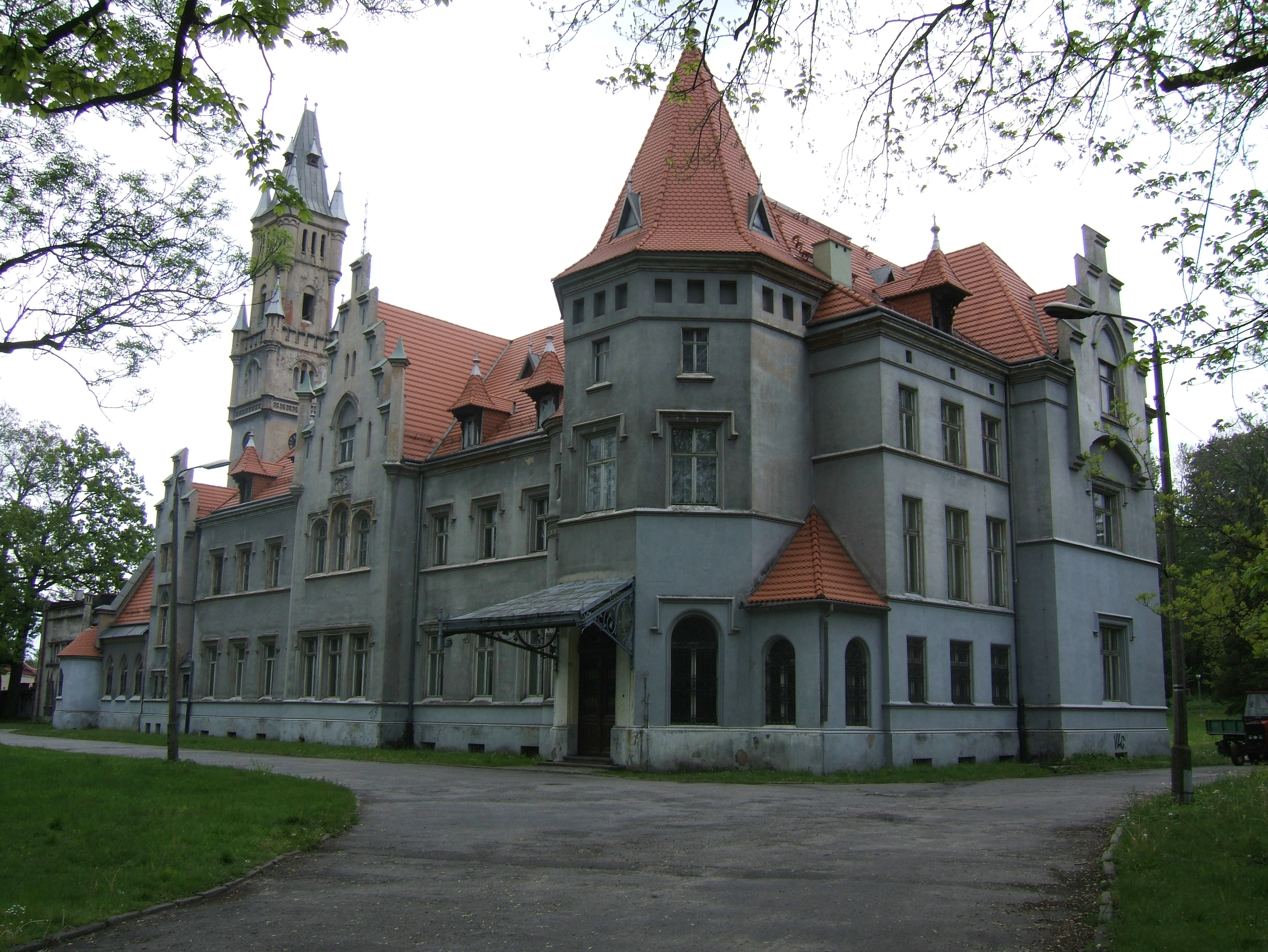
Pałac w Nakle Śląskim – siedziba Centrum Kultury Śląskiej w Nakle Śląskim

Siedzibą Centrum jest zabytkowy, dawny pałac hrabiów Henckel von Donnersmarck w Nakle Śląskim, powstały w połowie XIX w. z inicjatywy hrabiego Hugona I Henckel von Donnersmarck z Siemianowic.
Od końca II wojny światowej do pocz. XXI w. w budynku mieściła się średnia szkoła rolnicza (pierwsze było 3-letnie Państwowe Gimnazjum Gospodarstwa Wiejskiego, a ostatni Zespół Szkół Agroekonomicznych i Ogólnokształcących).
Wkrótce po powstaniu powiatów pojawiła się idea przekazania dawnego pałacu na siedzibę instytucji kultury pod nazwą „Powiatowe Centrum Animacji Kultury. Tarnowskie Góry – Nakło Śląskie”. W 2004 r. Rada Powiatu Tarnogórskiego podjęła uchwałę w sprawie utworzenia „Regionalnego Centrum Edukacji i Kultury Śląskiej”. Faktycznie jednak nie doszło do jej realizacji.
Po ostatecznym wyprowadzeniu się z budynku szkoły w latach 2006–2010 w kilku parterowych pomieszczeniach działała Galeria „Barwy Śląska”, prezentująca największe w Polsce zbiory malarstwa i sztuki intuicyjnej śląskiego kolekcjonera Stanisława Gerarda Trefonia (ponad 3500 eksponatów).
W latach 2010–2012 powiat tarnogórski jako właściciel budynku przeprowadził generalny remont części wnętrz oraz dachu.
Na mocy uchwały Rady Powiatu w Tarnowskich Górach z dnia 27 kwietnia 2012 roku powołano samorządową instytucję kultury pod nazwą „Centrum Kultury Śląskiej”. Formalnie swoją działalność rozpoczęła 1 stycznia roku następnego wraz z powołaniem pierwszego dyrektora, dr. Stanisława Zająca. Pod koniec jego pięcioletniej kadencji, w 2017 roku władze powiatu ogłosiły konkurs na dyrektora instytucji. Konkurs wygrał dotychczasowy dyrektor dr Stanisław Zając. Od 1 stycznia 2023 dyrektorką Centrum Kultury Śląskiej jest Kamila Paradowska.

### Dyrektorzy Centrum
- dr Stanisław Zając - 1 I 2013 - 31 XII 2022
- Kamila Paradowska - 1 I 2023 - nadal

## Zadania statutowe
Zgodnie z zapisem Statutu Centrum Kultury Śląskiej (§ 7) do jego głównych zadań należy:
1) prowadzenie stałej ekspozycji promującej twórczość i edukację kulturalną z uwzględnieniem dokonań twórców lokalnych,
2) gromadzenie, opracowanie i konserwacja zbiorów dotyczących kultury śląskiej,
3) organizacja wystaw stałych, czasowych i okazjonalnych,
4) prowadzenie działalności naukowo-badawczej, dokumentacyjnej oraz edukacyjnej,
5) organizowanie, realizowanie i inicjowanie wydarzeń kulturalnych, edukacyjnych, artystycznych, konferencji naukowych, sympozjów,
6) prowadzenie działalności wydawniczej,
7) organizowanie spotkań, wykładów, prelekcji, konkursów,
8) opieka nad zabytkiem – siedzibą Centrum,
9) współpraca z regionalnymi organizacjami i instytucjami kulturalno-naukowymi.

## Logo

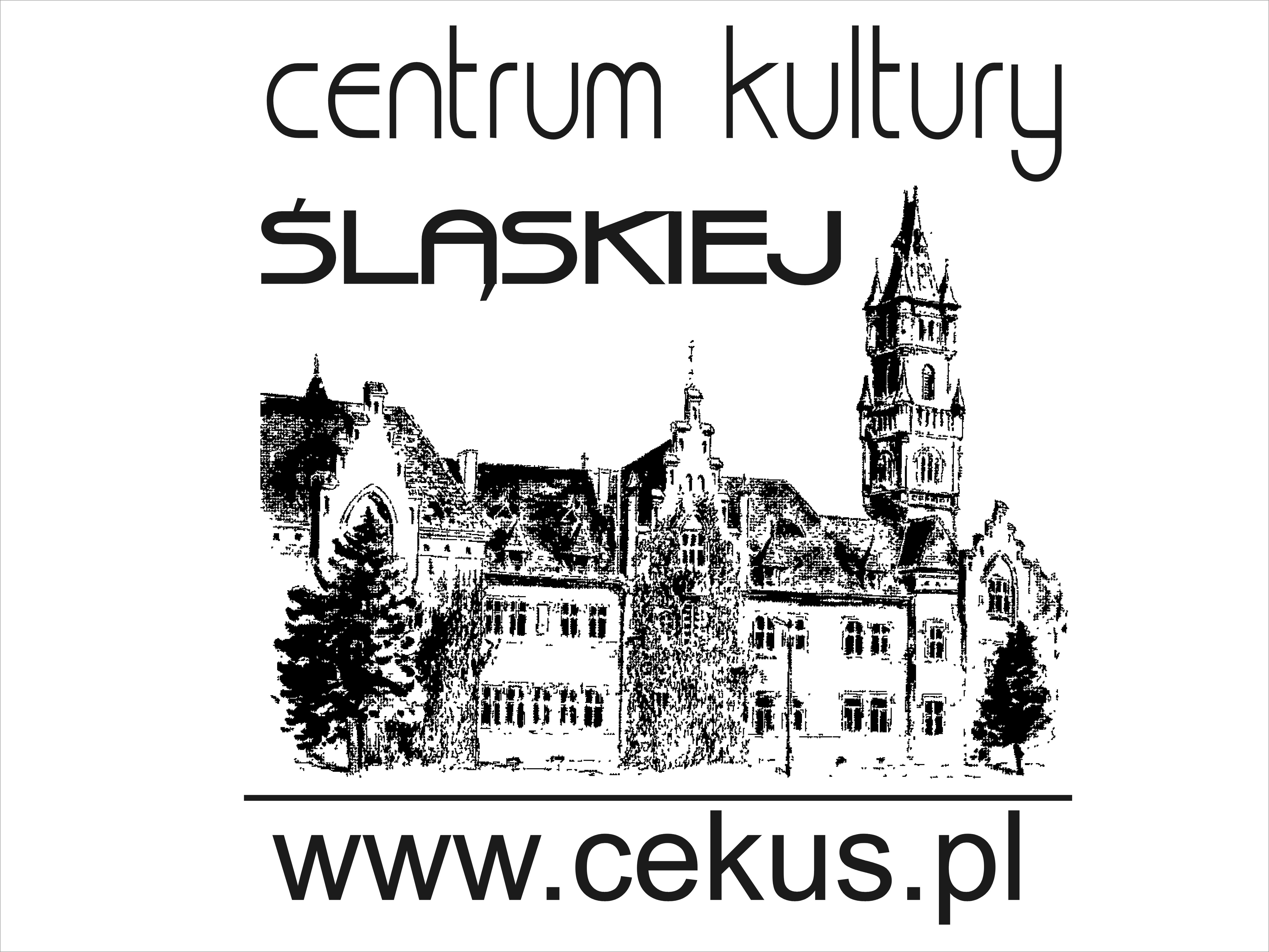
Logo Centrum Kultury Śląskiej do 2015 r.

Na początku działalności Centrum symbol graficzny Instytucji stanowiło logo przygotowane jeszcze przez Starostwo Powiatowe w Tarnowskich Górach. W 2015 r. Centrum we współpracy z wykładowcami z Akademii Sztuk Pięknych w Katowicach ogłosiło konkurs na nowe logo. Zgłosiło się 13 uczestników, którzy przygotowali 79 projektów. Komisja Konkursowa pod przewodnictwem prof. Jana Szmatlocha wybrała pracę Jolanty Działowej.

## Główne projekty
W ciągu paru lat Instytucja stworzyła kilka projektów autorskich, które stały się cyklicznymi wydarzeniami kulturalnymi:

### Twórcy Kultury Śląskiej – Metamorfozy
Realizowany od 2013 r. projekt fotograficzny – wystawa i kalendarz autorstwa fotografików Krzysztofa Millera i Marka Wesołowskiego – którego zamysłem jest inne spojrzenie na kulturowy Śląsk, postrzegany przez wielu Polaków ciągle jeszcze przez pryzmat stereotypu krainy przemysłowej pozbawionej ambitniejszego zaplecza kulturalnego (gołębie, krupniok i familoki). Tymczasem jest to miejsce, które w sferze kultury na przestrzeni ostatnich dziesięciu lat stało się jednym z najważniejszych w regionie śląskim. Ten odmienny od obiegowego wizerunek propaguje właśnie projekt „Twórcy Kultury Śląskiej”, zgodnie z mottem Centrum „aby śląskie dawało do myślenia”.
W pierwszych sześciu edycjach projekt polegał na prezentacji sylwetek twórców kultury związanych z Górnym Śląskiem (m.in. filmowcy Lech Majewski, Olgierd Łukaszewicz, Kazimierz Kutz, Sławomir Idziak, Franciszek Pieczka, językoznawca Jan Miodek, muzycy Stanisław Soyka, Ireneusz Dudek, architekt Tomasz Konior, historycy prof. Ryszard Kaczmarek, prof. Ewa Chojecka). Od edycji VII motyw przewodni koncentruje się na pokazywaniu różnorodnych zjawisk charakteryzujących specyfikę regionu. Edycja VII, zatytułowana „Twórcy Kultury Śląskiej – METAMORFOZY”, stanowiła próbę uchwycenia „śląskości” i Śląska w trakcie przemian – metamorfoz. Edycja VIII i IX (2020 r., 2021 r.) nawiązują do 100-lecia Trzech powstań śląskich.

### Szlachecki weekend

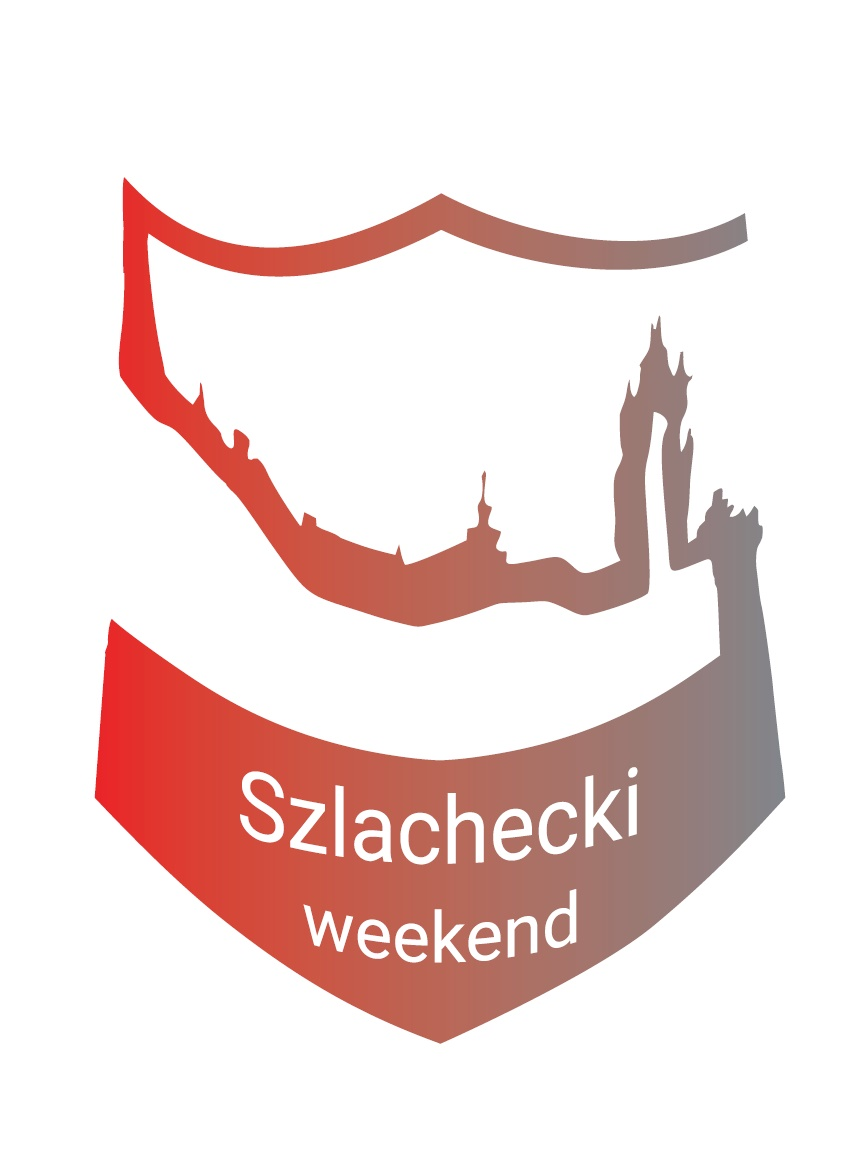
Szlachecki weekend – logo projektu

Impreza dwudniowa (sporadycznie trzydniowa), odbywająca się w trzeci weekend września. Projekt związany jest z faktem, że siedzibę Centrum stanowi pałac należący dawniej do hrabiów Henckel von Donnersmarck. Ponadto Centrum ma wpisane w program krzewienie wiedzy historycznej na temat regionu śląskiego i specjalizuje się w dziejach śląskiej arystokracji. Podstawowa formuła „Szlacheckiego weekendu” obejmuje sobotnie otwarcie wystawy o charakterze historycznym oraz niedzielny rodzinny rajd rowerowy „Śladami górnośląskiej szlachty. Projekt jest zatem pomyślany tak, aby zachęcać do uczestnictwa osoby w różnym wieku i o różnych zainteresowaniach, a także aby – na ile to możliwe – zapraszać do spotkań przedstawicieli dawnej arystokracji śląskiej. W latach 2014–2019 byli to: hrabia Mikołaj Ballestrem (2014 r.), rodzina hrabiów Henckel von Donnersmarck z księciem Guidotto von Donnersmarckiem oraz wnukiem ostatniego właściciela pałacu w Nakle Śląskim, hrabią Andrzejem Henckel von Donnersmarck (2015 r.), rodzina von Wrochem (2017 r.), hrabia Jan Henryk XXII Hochberg zu Fürstenstein (2018 r.), hrabia Hans Ulryk Schaffgotsch (XI 2019 r. podczas konferencji naukowej, a w 2021 r. jako patron i gość honorowy Szlacheckiego weekendu).
Motywy przewodnie „Szlacheckiego weekendu” to: film „Gloria i Exodus” (2014); wystawa „Śląska szlachta – między Śląskiem a Europą” (2015); wystawa „Świat europejskich orderów i zakonów rycerskich” (2016 r.), wystawa „Szable w dłoń, czyli rzecz o polskiej szlachcie” (2017); prezentacja monografii pt. „Hoberg, Hohberg, Hochberg. Trzy nazwiska jeden ród” pióra A. Kuzio-Podruckiego (2018), prezentacja wspomnień Waleski von Tiele-Winckler pt. „Tradycje rodzinne” (2019), związki Śląska i śląskiej szlachty z Luksemburgiem (2020), wystawa „Schaffgotschowie. Potomkowie Piastów i spadkobiercy śląskiego Kopciuszka” (2021).
Integralną część „Szlacheckiego weekendu” stanowi rajd rowerowy „Śladami górnośląskiej szlachty”, w którym uczestniczą całe rodziny. Trasa rajdu wiedzie śladami zabytków, o których w czasie postojów opowiada historyk, dr Arkadiusz Kuzio-Podrucki. Impreza cieszy się ogromną popularnością.

### Tłusty czwartek z bluesem
Koncert bluesowy odbywający się dokładnie w dniu tzw. „tłustego czwartku”. Uczestnicy koncertów są częstowani tradycyjnym pączkiem i kawą. Projekt jest realizowany od 2015 r. W jego ramach wystąpili:
2015 – Russ Green (harmonijka, USA) & Marek Wójtowicz (gitara, Polska),
2016 – zespół Oscillate,
2017 – Kapołka-Winder Blues Collective,
2018 – wykonawcy spektaklu „Skazany na bluesa” (Maciej Lipina, Paweł Ambroziak, Sebastian Kret, Ron Tuczykont, Adam Snopek, Michał Dziewiński),
2019 – Śląska Grupa Bluesowa i goście: Leszek Winder (gitara), Mirosław Rzepa (gitara basowa), Michał „Gier” Giercuszkiewicz (perkusja), Krzysztof Głuch (instrument klawiszowy), Michał Kielak (harmonijka), Agnieszka Łapka (wokal),
2020 – Magda Piskorczyk z Andrzejem Kownackim (perkusja) i Jędrzejem Weberem (gitara).
2021 – zespół Hard Times

### Wiosenne ASPiracje
Głównym celem projektu jest prezentacja artystów związanych z katowicką Akademią Sztuk Pięknych, we współpracy z którą ten projekt jest realizowany. W ramach cyklu swoje parce pokazali:
2014 – Jan Szmatloch „Architektura pamięci”,
2015 – Roman Kalarus „Plakaty, grafika, kolaże”,
2016 – Ireneusz Walczak „Simulacrum?”,
2017 – Adam Romaniuk „Powidoki znaku”,
2018 – Karol Wieczorek „Cienie”,
2019 – Zbigniew Furgaliński „Horyzonty”,
2020 – Jacek Rykała „Czarne słońce”.
2021 – Aleksandra Telka-Budka i Józef Budka „Portret podwójny”,

### Minority Report
Cykl spotkań, których celem jest przybliżanie mniejszości narodowych zamieszkujących współczesną Polskę. Projekt był realizowany we współpracy z Kamilem Łysikiem w latach 2016–2018. W ramach projektu zaprezentowano:
2016 – Ormian – goście specjalni: ksiądz Tadeusz Isakowicz-Zaleski, Anna Olszańska,
2017 – Greków – gość specjalny prof. Ewdoksia Papuci-Władyka,
2018 – Tatarów – gość specjalny: Musa Çaxarxan Czachorowski, rzecznik prasowy Muzułmańskiego Związku Religijnego w RP,
2018 – Żydów – gość specjalny: naczelny rabin Polski Michael Schudrich.